# Celestino Sfondrati
Celestino Sfondrati OSB, właśc. Valetnino Sfondrati (ur. 10 stycznia 1644 w Mediolanie, zm. 4 września 1696 w Rzymie) – włoski kardynał.

## Życiorys
Pochodził ze znanego rodu, jego rodzicami byli markiz Valeriano Sfondrati i Paola Camilla Marliana; był też krewnym papieża Grzegorza XIV. W młodości zaczął uczyć się w benedyktyńskiej szkole w Rorschach w 1656, a cztery lata później wstąpił do zakonu. 19 września 1667 przyjął święcenia diakonatu, a następnie zaczął nauczać w Kempten i na Uniwersytecie w Salzburgu, gdzie uzyskał doktorat z teologii i prawa kanonicznego. 24 kwietnia 1668 przyjął święcenia prezbiteratu. Wkrótce potem został profesorem filozofii, teologii i prawa kanonicznego. W 1686 niechętnie zgodził się zostać biskupem Novary, lecz nigdy nie objął diecezji. Stanowczo sprzeciwiał się jansenizmowi i gallikanizmowi. 12 grudnia 1695 został kreowany kardynałem prezbiterem i otrzymał kościół tytularny S. Cecilia.

## Publikacje
Był autorem licznych prac z dziedziny apologetyki i prawa kanonicznego. Jednymi z ważniejszych były:
- Cursus theologicus in gratiam et utilitatem Fratrum Religiosorum (1670)[3]
- Disputatio juridica de lege in praesumptione fundata (1681)[3]
- Regale sacerdotium Romano Pontifici assertum (1684)[3]
- Cursus philosophicus monasterii S. Galli (1686)[3]
- Gallia vindicate (1688)[3]
- "Legatio Marchionis Lavardini ejusque cum Innocentio XI dissidium (1688)[3]
- Nepotismus theologice expensus (1692)[3]
- Innocentia vindicata (1695)[3]